# 薩克森的瑪麗亞·庫妮根德
薩克森的瑪麗亞·庫妮根德（德語：Maria Kunigunde von Sachsen，1740年11月10日—1826年4月8日），波蘭國王奧古斯特三世的幼女。
1776年，瑪麗亞·庫妮根德成為埃森修道院和托倫修道院的女院長。1826年，瑪麗亞·庫妮根德於德勒斯登去世，享年85歲。